# جوکر (شخصیت)
جوکر (انگلیسی: Joker) یک شخصیت خیالی ابرشرور در کتاب‌های کمیک آمریکایی منتشر شده توسط دی‌سی کامیکس است. این شخصیت به دست بیل فینگر، باب کین و جری رابینسون خلق شد و نخستین بار در ۲۵ آوریل ۱۹۴۰ در اولین شمارهٔ کامیک بوک بتمن حضور پیدا کرد. عوامل ساخت جوکر مورد مناقشه است؛ کین و رابینسون مسئولیت طراحی جوکر را بر عهده گرفتند و در عین حال از مشارکت فینگر در نوشتن آن قدردانی کردند. اگرچه قرار بود جوکر طی نخستین حضورش کشته شود، او با مداخلهٔ گروه ویراستاری در کامیک ماند و به شخصیت اجازه داده شد تا به‌عنوان دشمن بزرگ ابرقهرمان، یعنی بتمن دوام بیاورد.
از آنجا که فرض می‌شود سه جوکر وجود دارد باید اضافه کرد که گویی که جوکرها هیچ توانایی و قدرت فرا بشری ندارند اما در واقعیت آنها قدرت تغییر اتفاقات را دارند، همچنین از تخصص خود در رشته مهندسی شیمی برای ایجاد ترکیبات سمی یا کشنده و تسلیحات موضوعی شامل ورق‌های بازی بُرنده، زنگ هشدار کشنده، و گل‌های اسیدپاش بر روی پیراهن خود بهره‌مند می‌شود. جوکر اغلب با دیگر ابرشروران گاتهام سیتی از جمله پنگوئن و دوچهره، و گروه‌هایی مانند لیگ بی‌عدالتی همکاری می‌کند، اما روابط آن‌ها غالباً به واسطه تمایل جوکر به آشفتگی افسار گسیخته از بین می‌رود.
در دههٔ ۱۹۹۰ میلادی یک رابطه منفعت گرایانه بدون عشق دو طرفه بین جوکر و روان‌پزشک سابقش هارلی کوئین معرفی شد، که او را تبدیل به شریک جرم وی نمود. این دو زوج بعدها در چند کمیک صاحب دختر کوچکی شدند که هارلی کوئین آنه را از جوکر پنهان کرد و هارلی کوئین نام دخترش را لوسی کوئین گذاشت، در حالی که دخترش از والدین واقعی اش آگاه نبود و هارلی را خاله صدا می‌کرد. اگرچه هدف اصلی جوکر شخصیت بتمن است، اما او با قهرمان‌های دیگری همچون سوپرمن و واندر وومن جنگیده است و توسط سوپرمن در یکی از کمیک‌ها کشته شده است؛ همچنین دور از انتظار نیست که شخصیت جوکر علاقهٔ افراطی و وسواسی به بتمن دارد.
جوکر یکی از نمادین‌ترین شخصیت‌ها در فرهنگ عامه است و نامش در فهرست بزرگ‌ترین شخصیت‌های داستانی و شرور کتاب‌های کامیک قرار گرفته است. محبوبیت این شخصیت باعث شده تا او در کالاهای مختلف مانند لباس‌ها و اقلام کلکسیونی حضور داشته باشد. در سازه‌های دنیای واقعی (مانند پارک‌های گردشگری) و در تعداد زیادی از رسانه‌ها به او اشاره شده است. جوکر در قالب لایو-اکشن، انیمیشن و بازی‌های ویدیویی شامل مجموعهٔ تلویزیونی بتمن در دهه ۱۹۶۰ با بازی سزار رومرو و مجموعه تلویزیونی گاتهام با بازی کامرون مانهن حضور پیدا کرده است. او در فیلم‌ها توسط جک نیکلسون در بتمن (۱۹۸۹)، هیث لجر در شوالیهٔ تاریکی (۲۰۰۸)، جرد لتو در دنیای توسعه‌یافته دی‌سی (۲۰۱۶–اکنون) و واکین فینیکس در جوکر (۲۰۱۹) ایفا شده است. هیث لجر و فینیکس برای نقش‌آفرینی‌هایشان برندهٔ جایزهٔ اسکار شدند. مارک همیل صداپیشگی او را در انیمیشن و بازی‌های ویدئوی بر عهده داشته است.

## تاریخچهٔ خلق
باب کین و بیل فینگر، خالقان داستان مصور بتمن، در سال ۱۹۴۰، شخصیت جوکر را وارد داستان خود کردند. جری رابینسون، یک کارت جوکر و تصویر کنراد وایت (بازیگر فیلم صامت مردی که می‌خندد) را به او نشان داد و این، منبع الهام شخصیت جوکر شد. داستان مردی که می‌خندد، روایت کودکی است که توسط کومپراچیکوها یا همان خریداران بچه معلول شده است و با زخمی که بر صورت دارد گویی همیشه می‌خندد. دوره‌گردی کودک را می‌یابد و با وی یک گروه نمایش خیابانی راه‌اندازی می‌کند.
اولین ایفای نقش جوکر، در نخستین جلد بتمن بود.

## زندگی‌نامه
باب کین هیچ وقت دربارهٔ زندگی‌نامه جوکر حرفی نزده است. اما این را باید در نظر داشت که شخصیت جوکر الهام گرفته شده از شخصیت جویین پلین از رمان مردی که می‌خندد اثر نویسنده و شاعر بزرگ فرانسوی ویکتور هوگو می‌باشد.

## گذشته
داستان‌های مصور بتمن، اطلاعات زیادی در مورد گذشتهٔ جوکر را فاش نمی‌کند. در «شوخی مرگبار» (به انگلیسی: the killing joke) معرفی کوتاهی از گذشتهٔ او می‌شود.
او از شغلش به عنوان یک مهندس کارخانهٔ مواد شیمیایی، استعفاء داده و در شغل فعلی خود، که یک مجری نمایش کمدی است، ناموفق است و کسی به شوخی‌های او نمی‌خندد. او به همراه یک دسته خلافکار، قصد دزدی از آن کارخانهٔ مواد شیمیایی می‌کند و در همان شب زن او، جنی، اشتباهی می‌میرد. دزدی نیز ناموفق می‌شود و با حضور بتمن، او از ترس خود را به درون مواد شیمیایی می‌اندازد
هر چند در انتهای داستان، در مورد گذشته‌اش می‌گوید:
گاهی آن را یک جور به یاد می‌آورم و گاهی یک جور دیگر… اگر قرار باشد که من گذشته‌ای داشته باشم، ترجیح می‌دهم یک انتخاب چند گزینه‌ای باشد!
در فیلم بتمن (۱۹۸۹)، او، هر چند چنان‌که گفته می‌شود، در شیمی و هنر متخصص است، اما قبل از جوکر شدن، همراه یک باند جنایتکار است که به منظور دزدی، به کارخانهٔ مواد شیمیایی می‌روند.
در فیلم شوالیه تاریکی (۲۰۰۸) به دو نفر دو داستان متفاوت دربارهٔ تبدیل شدنش به جوکر می‌گوید ۱. پدر او مردی معتاد به الکل بوده و وقتی مست می‌شده به سمت همسر و فرزند خود حمله‌ور می‌شود و وقتی چهره پسر خود را که غمگین به نظر می‌رسید را می‌بیند با چاقو صورت او را به شکل لبخند زخمی می‌کند و به او می‌گوید:پسر چرا آنقدر جدی هستی؟ ۲. او یک همسر زیبا داشت که قماربازی می‌کرد پس از بدهی‌های سنگینی که بالا میاورد طلبکاران صورت او را زخمی می‌کنند و او هم برای اینکه عشقش را به همسر خود بفهماند زخم‌های صورتش برای او اهمیتی ندارد، صورت خود را به شکل لبخند زخمی می‌کند.
اما در فیلم جوکر (۲۰۱۹) شخصیت جوکر دارای گذشته‌ای بسیار واقع گرایانه تر بوده که متأثر از آثار مخرب شکاف طبقاتی در جوامع مدرن است. جوکر، مرد میانسالی با نام واقعی آرتور فلک است که با همراه مادر خود پنی در شهر گاتهام زندگی می‌کند. آرتور به عنوان دلقک در مهمانی‌های مختلف ظاهر شده و خرج خود را اینگونه درمیاورد. گاتهام با جرم و جنایت‌های سازمان‌یافته مواجه شده و فقر و بیکاری مردم شهر از جمله آرتور را آزار می‌دهد. آرتور به یک اختلال عصبی ناخویشتن‌داری عاطفی دچار است و در مواقعی که کنترل خود را از دست می‌دهد، به طرز هیستری می‌خندد. آرتور که در وضعیت بدی به سر می‌برد، بعد از وقایع متعدد از جمله مورد حمله قرار گرفتن توسط سارقان گاتهام، تصمیم می‌گیرد که زندگی خود را تغییر دهد که این اقدامات او به مرور منجر به شورش مردم فقیر علیه ثروتمندان در گاتهام می‌شود.
اساساً فیلم جوکر (۲۰۱۹) تنها اثری است که منحصراً به گذشته این شخصیت ابرشرور پرداخته و به‌طور کامل از کلیشه‌های فانتزی بعد از جنگ جهانی دوم در خصوص جهش‌های ژنتیکی ایجادشده در جوکر به وسیله مواد شیمیایی فاصله می‌گیرد. تاد فلیپس، نویسنده و کارگردان اثر تلاش کرده تا ریشه‌های شخصیت جوکر را با خلاءهای موجود در طبقه‌های ضعیف و آسیب‌پذیر جوامع بشری امروز پیوند زند. به عبارت ساده‌تر، جوکر تاد فلیپس بیشترین میزان همخوانی با منشأ الهام خود، یعنی رمان مردی که می‌خندد اثر ویکتور هوگو را دارد.

## بازیگران
بازیگران زیادی نقش جوکر را بازی کردند.
| بازیگر       | نام فیلم/سریال | کارگردان          | سال انتشار فیلم/سریال |
| ------------ | -------------- | ----------------- | --------------------- |
| سزار رومرو   | بتمن           | لسلی اچ مارتینسون | ۱۹۶۶                  |
| جک نیکلسون   | بتمن           | تیم برتون         | ۱۹۸۹                  |
| هیث لجر      | شوالیه تاریکی  | کریستوفر نولان    | ۲۰۰۸                  |
| کامرون مانهن | گاتهام         | برونو هلر         | ۲۰۱۴–۲۰۱۹             |
| جرد لتو      | جوخه انتحار    | دیوید آیر         | ۲۰۱۶                  |
| واکین فینیکس | جوکر           | تاد فیلیپس        | ۲۰۱۹                  |
| بری کیوگن    | بتمن           | مت ریوز           | ۲۰۲۲                  |

## مشخصات ظاهری
جوکر معمولاً کتی ارغوانی می‌پوشد. در «بتمن: جوکر» (به انگلیسی: Batman: the joker) جوکر یک بارانی ارغوانی رنگ پوشیده است.
چهره او سفید، لبانش سرخ و موهایش فسفری است. در بعضی از تصاویر، دور چشمانش نیز سیاه رنگ هستند. علت این رنگ چهره، در داستان‌های مختلف، متفاوت است.
در بیشتر کمیک‌ها، علت تغییر چهرهٔ جوکر، پرت شدن او به درون مواد شیمیایی ذکر شده است. اما در برخی دیگر از کمیک‌ها، رنگ چهرهٔ جوکر، صرفاً معلول گریم کردن اوست. در برخی داستان‌ها هم او تحت تأثیر یک گاز است. در برخی شماره‌ها، دو طرف دهان او، زخمی مانند یک لبخند وجود دارد که در یکی از شماره‌های بتمن، علت آن، زخمی است که بتمن، با بترنگ (به انگلیسی: Batarang) بر چهرهٔ او می‌اندازد. در فیلم شوالیه تاریکی، جوکر در دو صحنهٔ مختلف، دو علت مختلف برای این واقعه ذکر می‌کند. در یک جا می‌گوید پدرش که یک الکلی معتاد بوده، یک شب که مست شده، با چاقو به مادرش حمله می‌کند. سپس به سمت او بر می‌گردد و به این بهانه که «چرا اینقدر جدی هستی پسر؟» با چاقو، لبخندی روی صورتش می‌کشد.
در جای دیگر می‌گوید که همسرش به او می‌گفته که چرا اینقدر کم می‌خندد؟ همسرش یک قمارباز بوده و یک بار، کلی بدهی بالا می‌آورد و طلبکاران، صورتش را خط خطی می‌کنند. جوکر برای این که نشان دهد این موضوع برایش اهمیتی ندارد، با چاقو روی صورت خود لبخندی ایجاد می‌کند ولی همسرش او را ترک می‌کند.
در سریال گاتهام لب‌های زخمی نماد طرفداران جروم است.
در کمیک‌های کارآگاهی عصر جدید (به انگلیسی: new 52) شماره ۱ شخصیتی به نام دال میکر پوست صورت جوکر را می‌کند و او در کمیک مرگ خاندان با صورت بدون پوست ظاهر می‌شود.

## شخصیت
در داستان‌های مصور بتمن، شخصیت جوکر، دو گونه به تصویر کشیده شده است: یک بیمار روانی که از زجر دادن دیگران لذت می‌برد و شوخ‌طبع است. یا یک دزد شوخ‌طبع که فقط کمی غیرعادی است. تصویر نخست، تصویر غالب داستان هاست و تصویر دوم، بیشتر در سریال بتمن، ساخته ۱۹۶۰، نمود پیدا می‌کند.
جوکر انسانی روان پریش است و شاید سیاه‌ترین موجود کمیک استریپ‌های بتمن باشد. او هیچ هدف خاصی در زندگی ندارد. کتک می‌خورد ولی همچنان می‌خندد. در داستان شوخی مرگبار ریشهٔ دیوانگی جوکر را تجربه یه روز بد عنوان می‌کنند. جوکر عقیده دارد هر انسانی اگر در زندگی سختی ببیند یا یه روز بد را تجربه کند می‌تواند دیوانه شود.
در کمیک شوخی مرگبار او با شلیک به ستون فقرات باربارا گوردون دختر کمیسر گوردون رئیس پلیس شهر او را فلج می‌کند و خود کمیسر را می‌دزدد تا به او ثابت کند هر کسی با داشتن یک روز بد می‌تواند دیوانه شود، ولی در آخر بتمن کمیسر گوردون را نجات داده و جوکر را به تیمارستان آرکهام می‌فرستد.
در آرک داستانی «بتمن: مرگ در خانواده»، رابین بتمن جیسون تاد را در انباری زندانی کرده و می‌کشد.
در آرک بتمن: هاش (به انگلیسی: Batman: Hush) با توماس الیوت دشمن بتمن مشهور به هاش همکاری می‌کند تا بتمن را بکشد.
در نهایت در آرک بتمن: مرگ خاندان (به انگلیسی: Batman: death of family) در سال ۲۰۱۳ جوکر نقشه می‌کشد تا تمام خانواده بتمن (رابین، بت‌گرل، نایت‌وینگ، رد هود و رد رابین) را در غار بتمن گیر انداخته و بکشد.. 

## در رسانه‌ها

### فیلم‌ها

از چپ به راست:سزار رومرو (سال ۱۹۶۹ در یک سریال تلویزیونی) جک نیکلسون (سال ۱۹۸۹ در فیلم بتمن ساخته تیم برتون) و هیث لجر (سال ۲۰۰۸ در فیلم شوالیه تاریکی)

۱۹۶۹ در سریال‌های بتمن سزار رومرو نقش جوکر را بازی می‌کرد؛ که در یکی از قسمت‌های سریال می‌گوید: مطمئن باشید که من هم یک جور هیولا هستم! چون اگر نبودم شما را به دست این هیولا نمی‌دادم که بخورد! چون به هر حال تمام جوک‌های اطراف مال منه!
۱۹۸۹ که اولین فیلم بتمن به دست تیم برتون ساخته شد جک نیکلسون نقش جوکر را بازی کرد که نه به بلندقدی شخصیت جوکر بود و نه به لاغری او. اما خنده‌های بلند و دندان‌های ریز نیکلسون باعث شد این ضعف را جبران کند و او جوکر را به سرخوش‌ترین شکل ممکن درست کرد. این فیلم برنده ۱ جایزه اسکار شده. بازی وی در نقش جوکر مورد تحسین همگان قرار گرفت و بنیاد فیلم آمریکا وی را در لیست شروران برتر تاریخ در رده ۴۵ قرار داد.
۲۰۰۸ در شوالیه تاریکی فیلم کریستوفر نولان نقش جوکر توسط هیث لجر بازی شد این فیلم برنده ۱جایزه اسکار شده فیلم و بازی لجر مورد ستایش قرار گرفت و نمرات بسیار درخشانی دریافت کرد. این فیلم هم‌اکنون رتبه چهارم را در لیست ده فیلم برتر تاریخ دارد. به گفته دوستانش وی خود را مدت‌ها از دیگران جدا کرد و به تمرین نقش جوکر پرداخت. اگرچه وی به دلیل ایست قلبی ناشی از اختلال دارویی از دنیا رفت ولی پس از مرگ وی، آکادمی اسکار جایزه بهترین بازیگر مکمل مرد را به وی اهدا کرد.
۲۰۱۶ در فیلم جوخه انتحار نقش وی توسط جرد لتو ایفا شد. فیلم با نقدهای منفی روبرو شد و نقش جوکر در فیلم کمرنگ بود با اینحال منتقدان بازی لتو را تحسین کردند این فیلم برندهٔ ۱ جایزه اسکار شده.

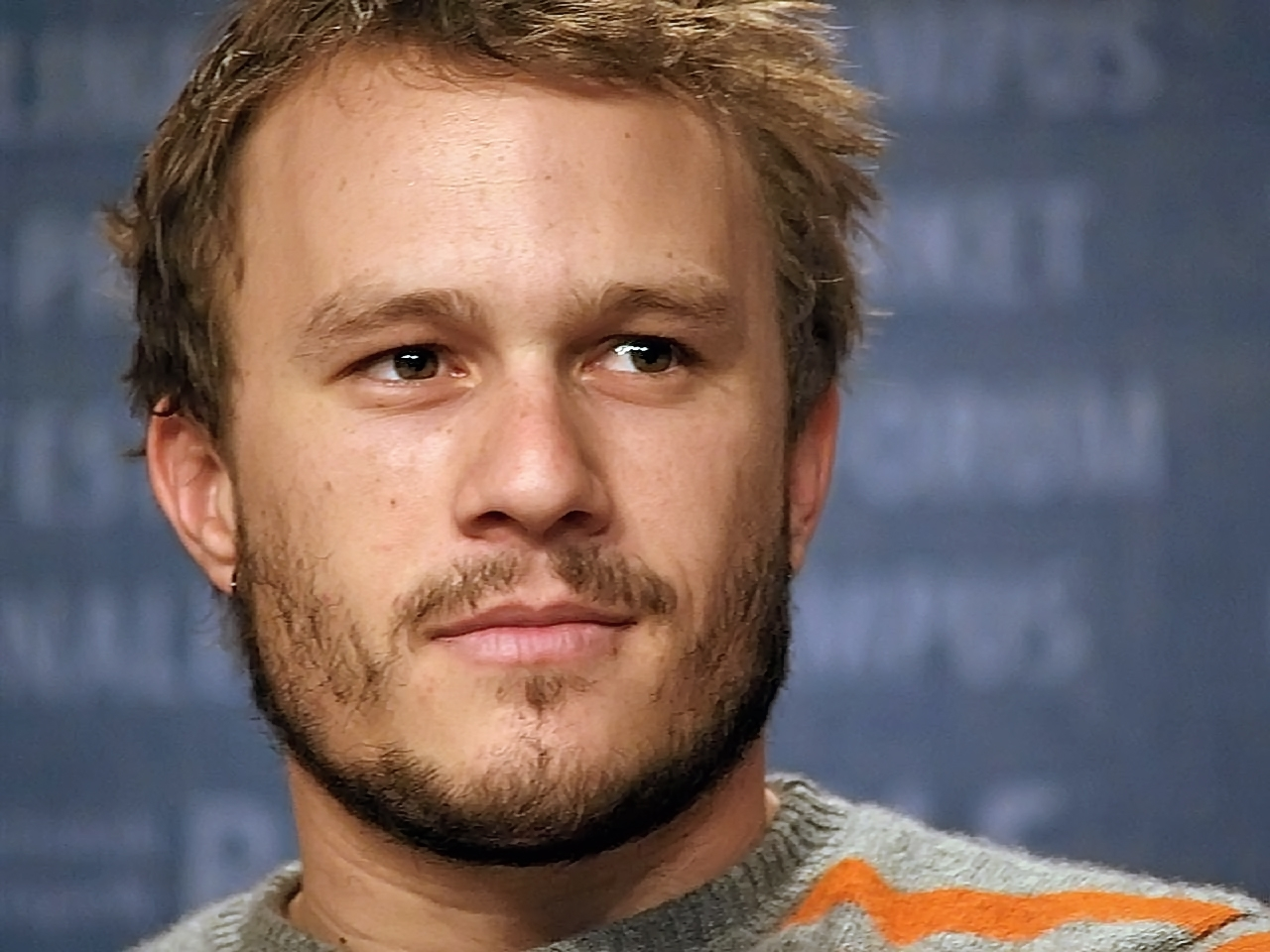
هیث لجر بازیگر نقش جوکر در فیلم شوالیه تاریکی

۲۰۱۹ فیلم جوکر با بازی واکین فینیکس در نقش جوکر در سال ۲۰۱۹ اکران شد که مورد توجه مثبت منتقدان قرار گرفت. بازی او مورد ستایش قرار گرفت و نمرات درخشانی دریافت کرد، این فیلم برنده ۲ جایزه اسکار شده، ۸۷جایزه برنده شده و ۲۱۴ جایزه نامزده شده است.
۲۰۲۲ بری کیوگن نقش جوکر را در سکانسی کوتاه از فیلم بتمن به کارگردانی مت ریوز اجرا کرد که از نسخهٔ اصلی فیلم حذف شده بود، اما بعد از اکران فیلم به صورت جداگانه منتشر شد که واکنش‌های متفاوتی در پی داشت.

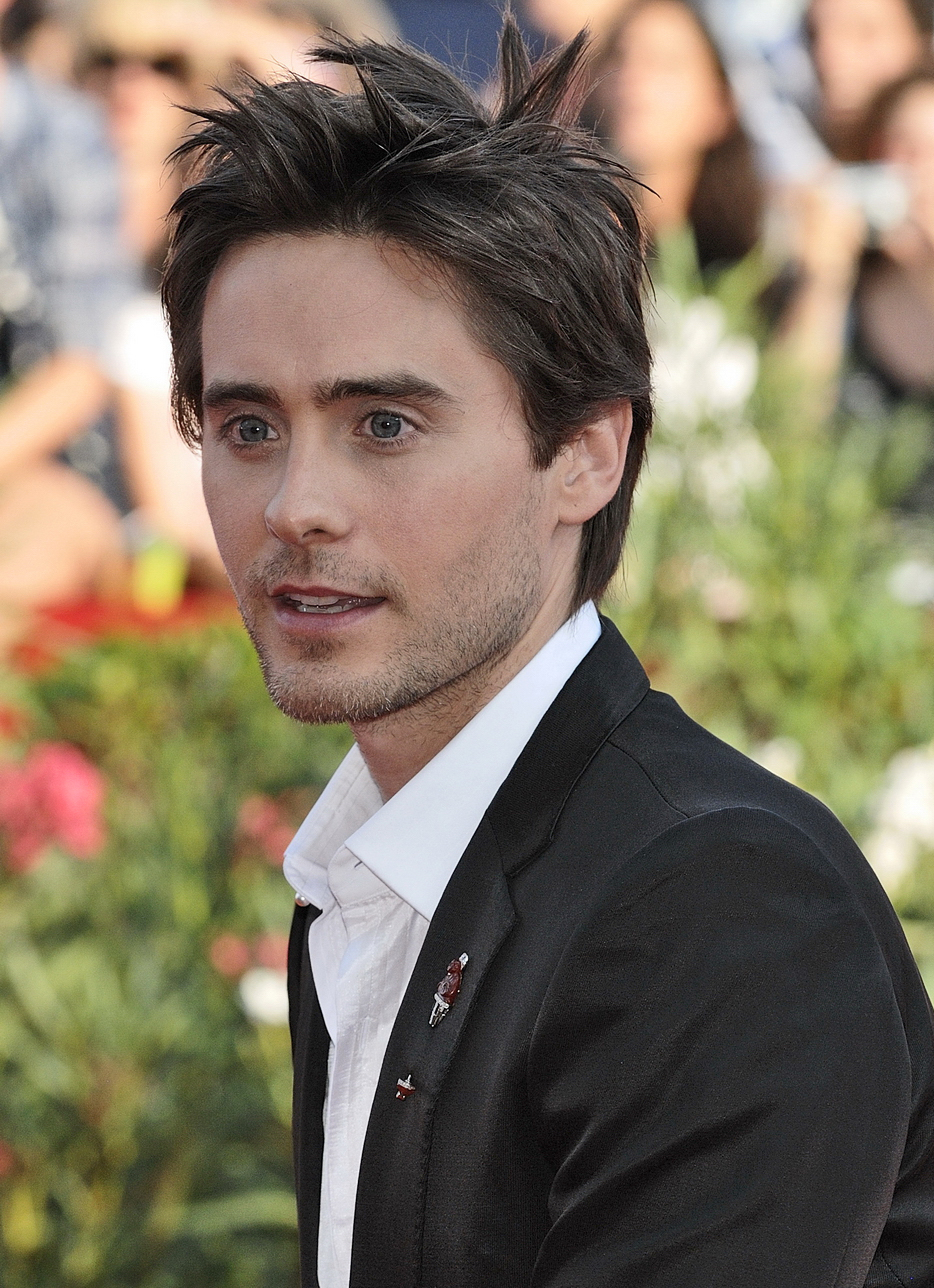
جرد لتو بازیگر نقش جوکر در فیلم جوخه انتحار

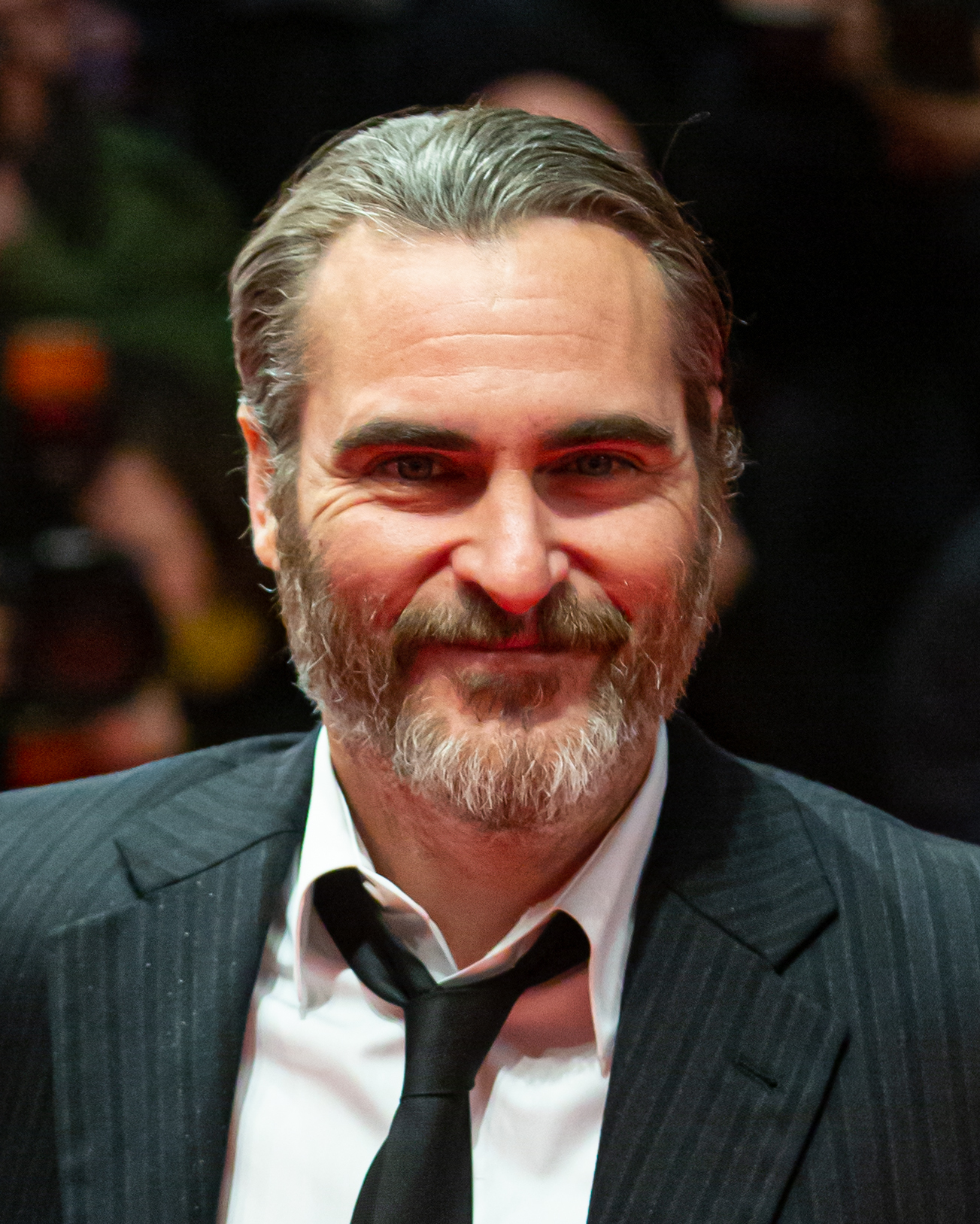
واکین فینیکس بازیگر نقش جوکر در فیلم جوکر (۲۰۱۹)

### بازی‌های ویدئویی
جوکر در بازی‌های لگو بتمن، لگو بتمن ۲: ابرقهرمانان دی‌سی، لگو بتمن ۳: ماورای گاتهام، مورتال کامبت در برابر دنیای دی‌سی، بتمن: تیمارستان آرکهام، بتمن: شهر آرکهام و بتمن: ریشه‌های آرکهام حضور داشته است. همچنین وی در بازی‌های بی‌عدالتی: خدایان میان ما (۲۰۱۳) و بی‌عدالتی ۲ (۲۰۱۷) یکی از شخصیت‌های اصلی می‌باشد. جوکر در سال ۲۰۱۵ به صورت توهم بتمن و با ظاهری متفاوت تر از همیشه در بازی بتمن: شوالیه آرکهام نیز حضور یافت تا بازی شکلی جدید به خود بگیرد، همچنین جوکر شخصیت قابل انتخاب در بازی مورتال کامبت ۱۱ است.